# Moskva, tình yêu của tôi
Moskva, tình yêu của tôi (tiếng Nga: Москва, любовь моя) là một bộ phim của đạo diễn Aleksandr Mitta, ra mắt lần đầu năm 1974.

## Nội dung
Yuriko Ono là một diễn viên múa triển vọng ở Nhật Bản. Cơ hội trở thành vũ công chuyên nghiệp đã đến với Yukiko khi cô được mời tới Moskva tham gia luyện tập tại Nhà hát Bolshoy.
Yukiko đã tìm thấy hạnh phúc lứa đôi giữa thủ đô hoa lệ này. Tuy nhiên, hạnh phúc đến với cô thật ngắn ngủi. Yukiko đột ngột mắc căn bệnh ung thư máu quái ác. Nó đã làm cản trở những bước đường cống hiến cho nghệ thuật của Yukiko và dường như muốn nhấn chìm cuộc đời cô trong bão táp...
Cô gái bất hạnh ấy vốn được sinh ra ở thành phố Hiroshima - nơi hứng chịu một trong hai quả bom nguyên tử của quân đội Mỹ vào năm 1945. Sau những ngày vật lộn với di chứng của trận rải thảm khủng khiếp, Yukiko đã trút hơi thở cuối cùng tại một bệnh viện ở thành phố Moskva, xa nhà, xa người thân, cô đã chết trong vòng tay ướt nước mắt của một chàng trai Nga - người mà cô gửi gắm trái tim mình.

## Diễn viên
- Komaki Kurihara... Yuriko Ono
- Oleg Vidov... Volodia
- Makoto Saito... Tatsuya
- Tatyana Golikova... Tanya
- Aleksandr Abdulov... người yêu của Yukiko
- Ivan Dykhovichnyi... Nikolai
- Valentin Gaft... biên đạo múa
- Aleksey Varlamov... vũ sư
- Oleg Yefremov... bác sĩ
- Lyudmila Zaytseva... y tá
- Masami Shimojo
- Yelena Dobronravova... Yelena Nikolayevna
- Lyubova Sokolova

## Đón nhận
Bộ phim cảm động này là công trình hợp tác hiếm hoi của hai nền điện ảnh hàng đầu thế giới thập niên 70 thế kỷ XX - Liên Xô và Nhật Bản, bằng thứ ngôn ngữ điện ảnh sâu sắc nhưng cũng rất dịu dàng, phảng phất hơi bi cảm tựa như những áng văn Kawabata Yasunari. Những gì thể hiện trên phim thực sự chiếm được cảm tình người xem và đâu đó toát lên sức mạnh tố cáo những tội ác không dung thứ của chiến tranh, hay những dã tâm tàn bạo của chính con người với con người.